# Jiříkov (Děčíni járás)
Jiříkov (németül Georgswalde)  település   Csehországban, a Děčíni járásban.  Lakosainak száma 3538 fő (2024. január 1.).

## Fekvése
Jiříkov Rumburk, Šluknov, Neusalza-Spremberg és Ebersbach-Neugersdorf településekkel határos.

## Népesség
A település lakosságának változását az alábbi diagram mutatja:
| Lakosok száma | 8220 | 8132 | 7482 | 4278 | 3905 | 3795 | 3777 | 3640 | 3460 | 3538 |
|               | 1869 | 1900 | 1921 | 1961 | 1980 | 2011 | 2016 | 2019 | 2021 | 2024 |